# Rachel Corsie
Rachel Louise Corsie (født 17. august 1989) er en kvindelig skotsk fodboldspiller, der spiller forsvar for amerikanske Utah Royals i  National Women's Soccer League og som anfører for Skotlands kvindefodboldlandshold.
Hun har desuden, tidligere spillet for Glasgow City i  Scottish Women's Premier League, den engelske FA WSL-klub Notts County, Canberra United i den australske W-League og Seattle Reign FC. Hun fik landsholddebut i marts 2009, i en venskabskamp mod Frankrig og har siden spillet over 100 landskampe. Hun deltog i øvrigt også ved VM i fodbold for kvinder 2019, efter at Skotland havde vundet deres kvalifikationsgruppe forud for slutrunden.